# Capo Schisò

Capo Schisò nel 1934

 Capo Schisò  è un capo della costa siciliana che delimita a sud la baia di Giardini-Naxos in Provincia di Messina.
Il capo Schisò è una protuberanza della costa orientale della Sicilia di natura rocciosa formatasi in epoca preistorica, secondo il parere degli studiosi, in seguito ad una colata lavica emessa dal cono vulcanico eccentrico dell'Etna denominato Monte Mojo. Studi più recenti (anni ottanta del XX secolo) ritengono tali lave prodotto di almeno tre distinte eruzioni provenienti da centri eruttivi del fianco nord orientale dell'Etna, nei pressi di Randazzo.
Il sito, pur presentando evidenze insediative dal neolitico, risulta urbanizzato dall'VIII secolo a.C. in seguito all'insediamento di una colonia di greci calcidesi, ritenuto per molto tempo il primo in Sicilia, che prese il nome di Naxos. Sul capo Schisò, tra XIII e XIV secolo, venne eretto il castello di Schisò a difesa della baia di Giardini Naxos.

## Origine del nome
Il nome Schisò si ritiene derivi dal nome arabo, riferito da Edrisi, Al Quşûş.
Nelle note alla loro traduzione del Libro di Ruggiero l'Amari e lo Schiaparelli indicano il termine quşûş come plurale di qașș ovvero, in italiano, "torace, o casso" (che non avrebbe alcun senso logico) e lo ipotizzano anche come possibile erronea lezione di naşûş, cioè Nasso. Anche lo storico Pietro Rizzo concorda con questa ipotesi.